# Вуд-Баффало (національний парк)
Націон́альний п́арк «Вуд-Баффало» — найбільший національний парк Канади, заснований у 1922 у провінції Альберта та Північно-західних територіях. Парк розташований на північ від нафтоносних пісків Атабаски, між Невільничою річкою на сході та горами Карібу (3 101 м) на заході. Велика частина парку — дельта річок Піс, Атабаска та Слейв. Головна природоохоронна пам'ятка парку — стадо атабаських бізонів. У 2007 році чисельність атабаських бізонів становила 5 000 особин. Також в цьому районі гніздяться американські журавлі. Тваринний світ парку включає лосів, вовків, американських чорних ведмедів, бобрів, американських бабаків, американських зайців та рисей. У 1983 році парк було віднесено до Світової спадщини ЮНЕСКО.